# Biatlo nos Jogos Olímpicos de Inverno de 2018 - Revezamento masculino
O revezamento 4x7,5 km masculino do biatlo nos Jogos Olímpicos de Inverno de 2018 foi disputado no Centro de Biatlo Alpensia, em Daegwallyeong-myeon, Pyeongchang, em 23 de fevereiro.

## Medalhistas
|  | SWE Suécia                                                        |  | NOR Noruega                                                             |  | GER Alemanha                                         |
|  | Peppe Femling Jesper Nelin Sebastian Samuelsson Fredrik Lindström |  | Lars Helge Birkeland Tarjei Bø Johannes Thingnes Bø Emil Hegle Svendsen |  | Erik Lesser Benedikt Doll Arnd Peiffer Simon Schempp |

## Resultados
A prova foi disputada às 20:15 hora local. Cada atleta percorreu 7,5 quilômetros e passou pela estande de tiro duas vezes, a primeira atirando deitado e a segunda em pé. 
| Pos. | Bib | País                                                                                | Tempo                                     | Penalidades (P+S)                        | Diferença |
| ---- | --- | ----------------------------------------------------------------------------------- | ----------------------------------------- | ---------------------------------------- | --------- |
| 01 ! | 3   | SWE Suécia Peppe Femling Jesper Nelin Sebastian Samuelsson Fredrik Lindström        | 1:15:16.5 18:50.9 18:59.9 18:31.5 18:54.2 | 0+2 0+5 0+0 0+1 0+1 0+3 0+1 0+0 0+0 0+1  | —         |
| 02 ! | 1   | NOR Noruega Lars Helge Birkeland Tarjei Bø Johannes Thingnes Bø Emil Hegle Svendsen | 1:16:12.0 18:48.1 19:17.5 18:16.3 19:50.1 | 0+4 1+8 0+1 0+1 0+3 0+3 0+0 0+1 0+0 1+3  | +55.5     |
| 03 ! | 4   | GER Alemanha Erik Lesser Benedikt Doll Arnd Peiffer Simon Schempp                   | 1:17:23.6 18:23.6 19:48.2 18:23.8 20:48.0 | 0+3 3+7 0+0 0+1 0+0 2+3 0+0 0+0 0+3 1+3  | +2:07.1   |
| 4    | 8   | AUT Áustria Tobias Eberhard Simon Eder Julian Eberhard Dominik Landertinger         | 1:18:09.0 19:03.6 18:47.4 19:53.9 20:24.1 | 0+2 2+9 0+1 0+2 0+0 0+1 0+1 2+3 0+0 0+3  | +2:52.5   |
| 5    | 2   | FRA França Simon Desthieux Émilien Jacquelin Martin Fourcade Antonin Guigonnat      | 1:18:43.1 20:12.1 19:06.0 20:01.2 19:23.8 | 0+4 3+8 0+2 2+3 0+0 0+1 0+1 1+3 0+1 0+1  | +3:26.6   |
| 6    | 17  | USA Estados Unidos Lowell Bailey Sean Doherty Tim Burke Leif Nordgren               | 1:19:06.7 19:14.2 19:14.0 19:32.5 21:06.0 | 2+6 0+8 0+2 0+2 0+1 0+0 0+0 0+3 2+3 0+3  | +3:50.2   |
| 7    | 11  | CZE República Checa Ondřej Moravec Michal Šlesingr Jaroslav Soukup Michal Krčmář    | 1:19:23.6 18:58.1 18:36.5 20:40.3 21:08.7 | 0+4 2+9 0+0 0+3 0+1 0+0 0+1 1+3 0+2 1+3  | +4:07.1   |
| 8    | 16  | BLR Bielorrússia Anton Smolski Raman Yaliotnau Sergey Bocharnikov Vladimir Chepelin | 1:20:06.0 18:51.4 19:55.8 21:02.4 20:16.4 | 2+6 1+6 0+0 0+1 0+1 1+3 2+3 0+1 0+2 0+1  | +4:49.5   |
| 9    | 9   | UKR Ucrânia Artem Pryma Serhiy Semenov Vladimir Semakov Dmytro Pidruchnyi           | 1:20:17.3 18:47.5 20:19.4 20:55.7 20:14.7 | 0+0 2+9 0+0 0+0 0+0 0+3 0+0 1+3          | +5:00.8   |
| 10   | 10  | SLO Eslovênia Miha Dovžan Klemen Bauer Mitja Drinovec Lenart Oblak                  | 1:20:17.3 19:33.5 19:44.1 20:23.1 20:36.6 | 0+5 1+5 0+0 0+2 0+1 1+3 0+3 0+0 0+1 0+0  | +5:00.8   |
| 11   | 12  | CAN Canadá Christian Gow Scott Gow Macx Davies Brendan Green                        | 1:20:56.8 19:11.8 19:23.3 22:16.0 20:05.7 | 0+4 1+7 0+0 0+3 0+0 0+0 0+3 1+3 0+1 0+1  | +5:40.3   |
| 12   | 5   | ITA Itália Thomas Bormolini Lukas Hofer Giuseppe Montello Dominik Windisch          | 1:21:35.6 20:03.8 19:00.7 20:37.5 21:53.6 | 1+5 3+11 0+1 0+3 0+1 0+2 0+0 1+3 1+3 2+3 | +6:19.1   |
| 13   | 13  | EST Estônia Rene Zahkna Kalev Ermits Roland Lessing Kauri Kõiv                      | 1:22:26.4 19:32.7 20:05.6 21:12.2 21:35.9 | 1+5 2+10 0+2 0+2 0+0 1+3 1+3 0+2 0+0 1+3 | +7:09.9   |
| 14   | 18  | ROU Romênia George Buta Remus Faur Gheorghe Pop Cornel Puchianu                     | 1:22:51.1 20:32.7 20:16.9 20:25.6 21:35.9 | 0+1 2+7 0+0 0+1 0+0 0+2 0+1 0+1 0+0 2+3  | +7:34.6   |
| 15   | 6   | SUI Suíça Serafin Wiestner Benjamin Weger Jeremy Finello Mario Dolder               | 1:23:06.1 21:30.0 19:17.2 20:22.6 21:56.3 | 2+8 3+11 2+3 0+3 0+3 0+2 0+2 0+3 0+0 3+3 | +7:49.6   |
| 16   | 7   | BUL Bulgária Krasimir Anev Anton Sinapov Dimitar Gerdzhikov Vladimir Iliev          | LAP 19:59.9 19:52.2 LAP 0                 | 1+5 2+8 0+0 1+3 0+2 0+2 1+3 1+3 0        | —         |
| 17   | 14  | KAZ Cazaquistão Maxim Braun Vassiliy Podkorytov Vladislav Vitenko Roman Yeremin     | LAP 20:13.2 20:55.7 LAP 0                 | 0+5 2+5 0+0 0+1 0+3 0+1 0+2 2+3 0        | —         |
| 18   | 15  | SVK Eslováquia Matej Kazár Tomáš Hasilla Šimon Bartko Martin Otčenáš                | LAP 18:42.0 22:04.0 LAP 0                 | 4+6 1+5 0+0 0+0 0+3 1+3 4+3 0+2 0        | —         |

Legenda
| Recorde mundial      | Recorde mundial (World record)               |                       | Recorde africano                      | Recorde africano (African) |                                           | Q | Classificado por posição (Qualified) |
| Recorde olímpico     | Recorde olímpico (Olympic record)            | Recorde da América    | Recorde da América (Americas)         | q                          | Classificado por melhor tempo (Qualified) |   |                                      |
| Melhor marca do ano  | Melhor marca do ano (World leading)          | Recorde asiático      | Recorde asiático (Asian)              | DNS                        | Não largou (Did not start)                |   |                                      |
| Recorde nacional     | Recorde nacional (National record)           | Recorde europeu       | Recorde europeu (European)            | DNF                        | Não terminou (Did not finish)             |   |                                      |
| Recorde pessoal      | Recorde pessoal do atleta (Personal best)    | Recorde da Oceania    | Recorde da Oceania (Oceania)          | DSQ / DQ                   | Desclassificado (Disqualified)            |   |                                      |
| Recorde da temporada | Recorde da temporada do atleta (Season best) | Recorde sul-americano | Recorde sul-americano (South America) | NM                         | Sem marca (No mark)                       |   |                                      |